# 松崎 (新潟市東区)
松崎（まっさき）は、新潟県新潟市東区の町字。現行行政地名は松崎一丁目及び松崎二丁目と大字松崎。住居表示は一丁目及び二丁目が実施済み区域、大字が未実施区域。郵便番号は950-0014。

## 概要
1889年（明治22年）から現在の大字。及び2006年（平成18年）から現在の町名。
物見山砂丘の南東の麓に位置する。
もとは南北朝時代から1889年（明治22年）まであった松崎村の区域の一部。

### 隣接する町字
北から東回り順に、以下の町字と隣接する。
- 新川町
- 白銀
- 有楽
- 向陽

※通船川を挟んで木工新町、海老ヶ瀬、海老ヶ瀬新町、大形本町、豊、材木町と隣接。

## 歴史
開発年代は不明。1335年（建武2年）12月23日に北朝方と南朝方との合戦があったとされる。
1923年（大正12年）、村内の4小学校を統合して大形小学校を設置。純農村で、昭和初期の小作争議では村が分裂状態になった。1964年（昭和39年）の新潟地震以後、宅地化が進む。

### 分立した町字
1889年（明治22年）以後に、以下の町字が分立。
新松崎（しんまつさき）
2005年（平成17年）2月5日に分立した町字。

### 年表
- 1889年（明治22年）4月1日 : 合併により松島村の大字となる。
- 1898年（明治31年）2月4日 : 松島村が分離し、新松島村の大字となる。
- 1901年（明治34年）11月1日 : 合併により大形村の大字となる。
- 1943年（昭和18年）6月1日 : 合併により新潟市の大字となる。
- 2006年（平成18年）2月13日 : 住居表示を実施し、一部が松崎1丁目、松崎2丁目となる[5]。
- 2007年（平成19年）4月1日 : 新潟市の政令指定都市移行により、東区の大字となる。

## 世帯数と人口
2018年（平成30年）1月31日現在の世帯数と人口は以下の通りである。
| 丁目       | 世帯数  | 人口    |
| ---------- | ------- | ------- |
| 松崎一丁目 | 345世帯 | 840人   |
| 松崎二丁目 | 471世帯 | 1,045人 |
| 計         | 816世帯 | 1,885人 |

## 小・中学校の学区
市立小・中学校に通う場合、学区は以下の通りとなる。
| 大字・丁目 | 番地 | 小学校             | 中学校             |
| ---------- | --- | ------------------ | ------------------ |
| 松崎       | 全域 | 新潟市立大形小学校 | 新潟市立大形中学校 |
| 松崎一丁目 | 全域 | 新潟市立大形小学校 | 新潟市立大形中学校 |
| 松崎二丁目 | 1～6番 7番2〜3号・14号・17号 8～24番 25番3号・6号・10～12号 25番14号・17～19号・25号 25番28号・30〜31号・35号 25番51号・57号・60号 26～29番 | 新潟市立大形小学校 | 新潟市立大形中学校 |
| 松崎二丁目 | 7番5号 | 新潟市立下山小学校 | 新潟市立下山中学校 |

## 交通
域内には鉄道はなく、域内の東西を疾走る山の下東港線を新潟交通のバスが通っている。